# Galiomyza turneri
Galiomyza turneri är en tvåvingeart som beskrevs av Spencer 1981. Galiomyza turneri ingår i släktet Galiomyza och familjen minerarflugor.
Artens utbredningsområde är Kalifornien. Inga underarter finns listade i Catalogue of Life.